# Phaenicophaeus pyrrhocephalus
El malcoha de cara roja o malcoha carirrojo (Phaenicophaeus pyrrhocephalus) es una especie de ave cuculiforme de la familia Cuculidae endémica de Sri Lanka.

## Descripción

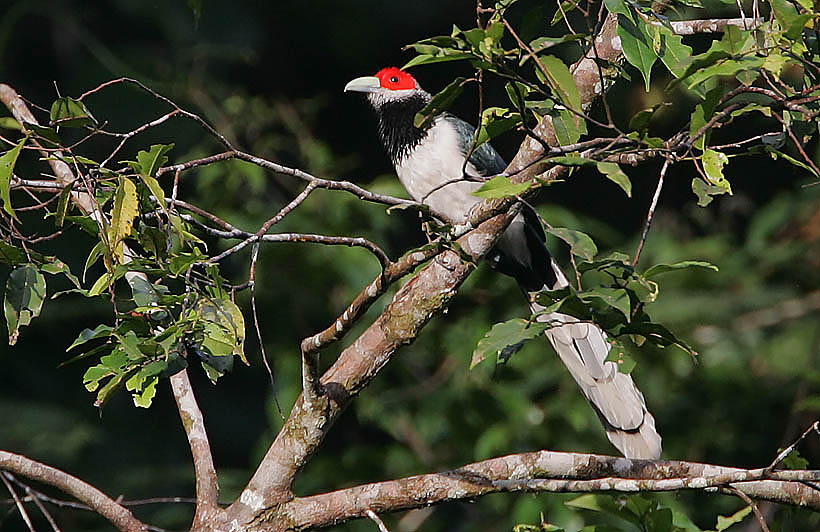
Macho.

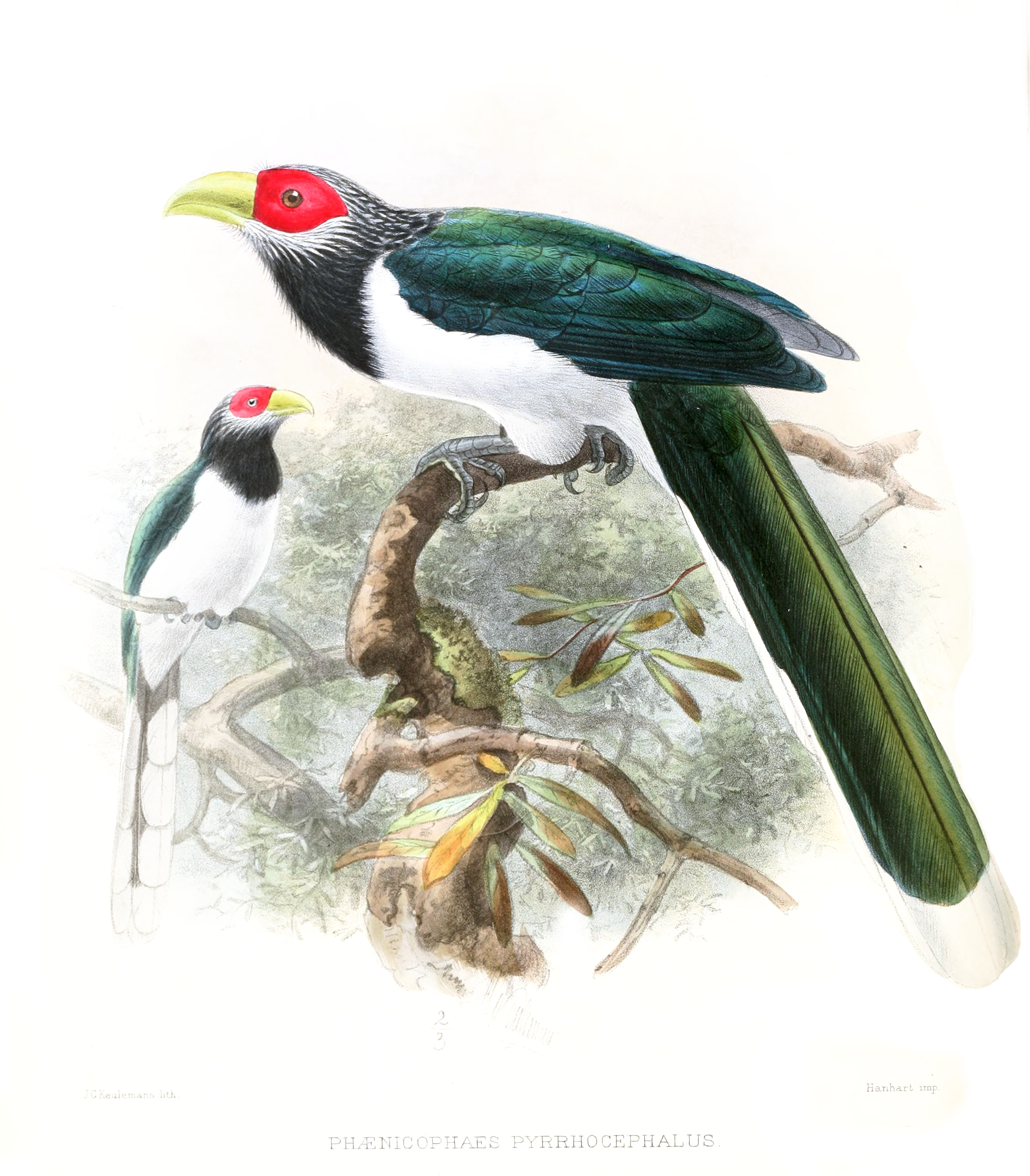
Ilustración de A History of the Birds of Ceylon, Volumen 1 de John Gerrard Keulemans, 1878.

Es una especie de tamaño considerable que mide alrededor de 46 cm de largo, incluida su larga cola. Su espalda y alas son de color verde oscuro y la parte superior de su cola es verde con la punta blanca. Las partes inferiores son blancas, a excepción de la parte superior del pecho que es negra como el cuello y el píleo, mientras que la parte inferior de la cabeza también es blanca. Presenta una gran carúncula roja alrededor de los ojos que ocupa casi todo el rostro. Su pico es verde claro. Ambos sexos tienen un aspecto similar, aunque los juveniles son de tonos más apagados.
A diferencia de la mayoría de cuculiformes es una especie bastante silenciosa, que solo emite una especie de gruñidos flojos.

## Distribución y hábitat
Se encuentra únicamente en el sur de Sri Lanka, aunque en algunos registros antiguos se indica, en apariencia erróneamente, su presencia en el sur de la India. Según Baker (1934), se encontraba en el «sur de Travancore, donde lo consiguió Stewart junto a sus nidos». Después Biddulph informó de un malcoha carirrojo en el distrito de Madurai, al sur de Tamil Nadu. Posteriormente Thilo Hoffmann señaló que estos registros no se sostendrían en un comité de registros moderno por lo que en la actualidad están desacreditados.
La presencia del malcoha carirrojo en la isla se restringe prácticamente a la reserva forestal de Sinharaja y zonas circundantes, que está considerado una punto caliente de biodiversidad del planeta.
El hábitat natural del malcoha carirrojo es el bosque denso, donde es difícil de ver a pesar de su tamaño y combinación de colores.

## Comportamiento
El malcoha carirrojo se alimenta de una gran variedad de insectos, como orugas, insectos palo, mantis religiosas, y pequeños vertebrados como lagartijas. Ocasionalmente puede consumir bayas. Se detecta en casi la mitad de las bandadas mixtas de alimentación del área de Sinharaja.
Anida en los árboles y su puesta típica costa de 2-3 huevos.

## En la cultura
El nombre común de la especie y los demás miembros de su género, malcoha, es el nombre vernáculo de esta ave en idioma cingalés. El término mal-koha se traduciría como «cuco-flor». 
El malcoha carirroja aparece en un sello postal de cinco rupias de Sri Lanka.